# Continental Center I
Continental Center I – wieżowiec w Houston w Stanach zjednoczonych. Zaprojektowany został przez Morris-Aubry. Wykonano go w stylu modernistycznym, głównie z betonu, szkła i stali. Ma 223 metry wysokości, co daje mu 8. miejsce w Houston. Nigdy nie był najwyższym w mieście. Jego 53 piętra zajmują powierzchnię 102 004 m². W budynku tym mieści się siedziba Continental Airlines. Jego szczyt codziennie przez kilka godzin wieczornych świeci się na niebiesko z logo Continental Airlines. Dzieje się tak dlatego, że musiano dostosować się do obowiązujących tu zasad dotyczących szyldów.